# Zín Abidín bin Alí
Zín Abidín bin Alí (arabsky زين العابدين بن علي‎, 3. září 1936 – 19. září 2019) byl druhý prezident Tuniska. Ve funkci byl od 7. listopadu 1987 do 14. ledna 2011, kdy odstoupil.
Předtím, než byl prezidentem, byl od října 1987 premiérem, a prezidentem se stal po nenásilném svržení předchozího prezidenta Habíba Burgiby dne 7. listopadu 1987 poté, co jím ovlivněné lékařské konsilium prohlásilo Burgibu za neschopného vládnutí. Ve všech následujících volbách byl ve funkci potvrzen, ale 14. ledna 2011 z důvodu velkých pouličních protestů a demonstrací byl nucen z funkce odstoupit. Rozpustil tedy vládu a prchl do Saúdské Arábie, kde v září 2019 zemřel na rakovinu.

## Vyznamenání
- velkokříž Řádu čestné legie – Francie, 1989
- velkohvězda Čestného odznaku Za zásluhy o Rakouskou republiku – Rakousko, 1989[1]
- velkostuha Řádu Nilu – Egypt, 1990
- rytíř velkokříže s řetězem Řádu Isabely Katolické – Španělsko, 25. května 1991[2]
- Řád velkého dobyvatele I. třídy – Libye, 1992
- velkokříž Řádu dobré naděje – Jihoafrická republika, 5. dubna 1995 – udělil prezident Nelson Mandela[3]
- velkokříž Řádu prince Jindřicha – Portugalsko, 2. října 1995[4]
- velkokříž Řádu chryzantémy – Japonsko, 1996
- velkokříž Řádu Ouissam Alaouite – Maroko, 2000
- velkokříž s řetězem Řádu rumunské hvězdy – Rumunsko, 2003[5]
- Národní řád za zásluhy – Malta, 2. června 2005[6]
- velkokříž Řádu svatého Karla – Monako, 7. září 2006[7]